# Pala Casino 400 2023
De Pala Casino 400 2023 was een NASCAR Cup Series-race die op 26 februari 2023 werd gehouden op de Auto Club Speedway in Fontana, Californië. Het was een wedstrijd over 200 ronden op de 3,2 km D-vormige oval en het was de tweede race van het NASCAR Cup Series seizoen-2023. Het was de laatste race op de 2 mijl oval omdat het circuit in 2024 niet meer op het programma staat omdat het wordt gerenoveerd tot een 0,5 mijl korte baan.

## Achtergrond
Auto Club Speedway (voorheen California Speedway) is een 3,2 km lange, D-vormige ovale superspeedway in Fontana, Californië, waar sinds 1997 jaarlijks NASCAR-races worden gehouden. Het wordt ook gebruikt voor openluchtraces. Het circuit ligt vlak bij de voormalige locaties van Ontario Motor Speedway en Riverside International Raceway. Het circuit is eigendom van de International Speedway Corporation en wordt geëxploiteerd door ISC en is het enige circuit dat naamrechten heeft verkocht. De speedway wordt bediend door de nabijgelegen snelwegen Interstate 10 en Interstate 15 en een Metrolink-station achter de backstretch.

## Inschrijvingen
- (R) staat voor een rookie.
- (i) staat voor een coureur die niet in aanmerking komt voor punten.

| No.   | Coureur             | Team                     | Motor     |
| ----- | ------------------- | ------------------------ | --------- |
| 1     | Ross Chastain       | Trackhouse Racing Team   | Chevrolet |
| 2     | Austin Cindric      | Team Penske              | Ford      |
| 3     | Austin Dillon       | Richard Childress Racing | Chevrolet |
| 4     | Kevin Harvick       | Stewart-Haas Racing      | Ford      |
| 5     | Kyle Larson         | Hendrick Motorsports     | Chevrolet |
| 6     | Brad Keselowski     | RFK Racing               | Ford      |
| 7     | Corey LaJoie        | Spire Motorsports        | Chevrolet |
| 8     | Kyle Busch          | Richard Childress Racing | Chevrolet |
| 9     | Chase Elliott       | Hendrick Motorsports     | Chevrolet |
| 10    | Aric Almirola       | Stewart-Haas Racing      | Ford      |
| 11    | Denny Hamlin        | Joe Gibbs Racing         | Toyota    |
| 12    | Ryan Blaney         | Team Penske              | Ford      |
| 14    | Chase Briscoe       | Stewart-Haas Racing      | Ford      |
| 15    | J. J. Yeley         | Rick Ware Racing         | Ford      |
| 16    | A. J. Allmendinger  | Kaulig Racing            | Chevrolet |
| 17    | Chris Buescher      | RFK Racing               | Ford      |
| 19    | Martin Truex Jr.    | Joe Gibbs Racing         | Toyota    |
| 20    | Christopher Bell    | Joe Gibbs Racing         | Toyota    |
| 21    | Harrison Burton     | Wood Brothers Racing     | Ford      |
| 22    | Joey Logano         | Team Penske              | Ford      |
| 23    | Bubba Wallace       | 23XI Racing              | Toyota    |
| 24    | William Byron       | Hendrick Motorsports     | Chevrolet |
| 31    | Justin Haley        | Kaulig Racing            | Chevrolet |
| 34    | Michael McDowell    | Front Row Motorsports    | Ford      |
| 38    | Todd Gilliland      | Front Row Motorsports    | Ford      |
| 41    | Ryan Preece         | Stewart-Haas Racing      | Ford      |
| 42    | Noah Gragson (R)    | Legacy Motor Club        | Chevrolet |
| 43    | Erik Jones          | Legacy Motor Club        | Chevrolet |
| 45    | Tyler Reddick       | 23XI Racing              | Toyota    |
| 47    | Ricky Stenhouse Jr. | JTG Daugherty Racing     | Chevrolet |
| 48    | Alex Bowman         | Hendrick Motorsports     | Chevrolet |
| 51    | Cody Ware           | Rick Ware Racing         | Ford      |
| 54    | Ty Gibbs (R)        | Joe Gibbs Racing         | Toyota    |
| 77    | Ty Dillon           | Spire Motorsports        | Chevrolet |
| 78    | B. J. McLeod        | Live Fast Motorsports    | Chevrolet |
| 99    | Daniel Suárez       | Trackhouse Racing Team   | Chevrolet |
| Bron: |                     |                          |           |

## Classificatie

### Training
De training werd afgelast wegens slecht weer.

### Kwalificatie
De kwalificatie werd afgelast vanwege slecht weer. Christopher Bell kreeg de pole voor de race als resultaat van NASCAR's "pandemic formula" met een score van 4.250.

#### Pandemic Formula
Sinds de Daytona Grand Prix van augustus 2020 gebruikt NASCAR een formule om het startveld te bepalen voor races waarin de kwalificatie niet werd gehouden, zoals het geval was voor het grootste deel van het seizoen 2020 en 2021, en als door slecht weer geen kwalificatierondes kunnen worden gehouden. Momenteel wordt de formule gebruikt om de kwalificatievolgorde en de trainingsvolgorde te bepalen (die op basis van de rangschikking in oneven en even wordt ingedeeld), en bepaalt zo nodig startvelden in geval van afgelasting.
De formule is gebaseerd op de puntenstand voor coureurs en de resultaten van de vorige race op het schema. De finishvolgorde van de rijder telt als 25% van de score, en de finish van de deelnemer (als in auto nummer) telt als 25% van de score. 35% van de score is gebaseerd op de huidige stand van de punten (met het eindresultaat van de race en de tien beste bonuspunten uit de kwalificatieraces en de tien beste coureurs in ronde 65 en 130), en 15% van de volgorde is gebaseerd op de snelste ronde van de coureur uit de race. Als een coureur niet deelnam, krijgt hij de 41e plaats in rijdersfinish en snelste ronde. Als een team een coureur gebruikt die niet in aanmerking komt voor Cup Series punten, dan worden de door de coureur verdiende punten voor deze formule toch toegekend aan de auto-eigenaar.

#### Startgrid
| Pos.  | No. | Coureur             | Team                     | Motor     | Score  |
| ----- | --- | ------------------- | ------------------------ | --------- | ------ |
| 1     | 20  | Christopher Bell    | Joe Gibbs Racing         | Toyota    | 4.250  |
| 2     | 47  | Ricky Stenhouse Jr. | JTG Daugherty Racing     | Chevrolet | 5.450  |
| 3     | 22  | Joey Logano         | Team Penske              | Ford      | 6.150  |
| 4     | 48  | Alex Bowman         | Hendrick Motorsports     | Chevrolet | 6.350  |
| 5     | 17  | Chris Buescher      | RFK Racing               | Ford      | 7.650  |
| 6     | 16  | A. J. Allmendinger  | Kaulig Racing            | Chevrolet | 8.100  |
| 7     | 99  | Daniel Suárez       | Trackhouse Racing Team   | Chevrolet | 8.600  |
| 8     | 1   | Ross Chastain       | Trackhouse Racing Team   | Chevrolet | 8.850  |
| 9     | 12  | Ryan Blaney         | Team Penske              | Ford      | 9.450  |
| 10    | 4   | Kevin Harvick       | Stewart-Haas Racing      | Ford      | 14.200 |
| 11    | 51  | Cody Ware           | Rick Ware Racing         | Ford      | 14.300 |
| 12    | 7   | Corey LaJoie        | Spire Motorsports        | Chevrolet | 15.150 |
| 13    | 11  | Denny Hamlin        | Joe Gibbs Racing         | Toyota    | 16.300 |
| 14    | 19  | Martin Truex Jr.    | Joe Gibbs Racing         | Toyota    | 16.700 |
| 15    | 5   | Kyle Larson         | Hendrick Motorsports     | Chevrolet | 19.300 |
| 16    | 6   | Brad Keselowski     | RFK Racing               | Ford      | 19.950 |
| 17    | 10  | Aric Almirola       | Stewart-Haas Racing      | Ford      | 20.600 |
| 18    | 23  | Bubba Wallace       | 23XI Racing              | Toyota    | 21.000 |
| 19    | 2   | Austin Cindric      | Team Penske              | Ford      | 21.650 |
| 20    | 42  | Noah Gragson (R)    | Legacy Motor Club        | Chevrolet | 22.500 |
| 21    | 8   | Kyle Busch          | Richard Childress Racing | Chevrolet | 22.550 |
| 22    | 15  | J. J. Yeley         | Rick Ware Racing         | Ford      | 24.150 |
| 23    | 54  | Ty Gibbs (R)        | Joe Gibbs Racing         | Toyota    | 24.400 |
| 24    | 21  | Harrison Burton     | Wood Brothers Racing     | Ford      | 25.350 |
| 25    | 38  | Todd Gilliland      | Front Row Motorsports    | Ford      | 26.350 |
| 26    | 34  | Michael McDowell    | Front Row Motorsports    | Ford      | 26.400 |
| 27    | 41  | Ryan Preece         | Stewart-Haas Racing      | Ford      | 28.300 |
| 28    | 3   | Austin Dillon       | Richard Childress Racing | Chevrolet | 29.700 |
| 29    | 31  | Justin Haley        | Kaulig Racing            | Chevrolet | 30.950 |
| 30    | 78  | B. J. McLeod        | Live Fast Motorsports    | Chevrolet | 31.100 |
| 31    | 14  | Chase Briscoe       | Stewart-Haas Racing      | Ford      | 31.200 |
| 32    | 24  | William Byron       | Hendrick Motorsports     | Chevrolet | 32.150 |
| 33    | 9   | Chase Elliott       | Hendrick Motorsports     | Chevrolet | 32.700 |
| 34    | 43  | Erik Jones          | Legacy Motor Club        | Chevrolet | 34.200 |
| 35    | 45  | Tyler Reddick       | 23XI Racing              | Toyota    | 36.600 |
| 36    | 77  | Ty Dillon           | Spire Motorsports        | Chevrolet | 40.000 |
| Bron: |     |                     |                          |           |        |

### Race

#### Stage 1
Alleen de top 10 weergeven. 65 rondes.
| Pos.  | No. | Coureur          | Team                   | Motor     | Ptn. |
| ----- | --- | ---------------- | ---------------------- | --------- | ---- |
| 1     | 1   | Ross Chastain    | Trackhouse Racing Team | Chevrolet | 10   |
| 2     | 12  | Ryan Blaney      | Team Penske            | Ford      | 9    |
| 3     | 99  | Daniel Suárez    | Trackhouse Racing Team | Chevrolet | 8    |
| 4     | 48  | Alex Bowman      | Hendrick Motorsports   | Chevrolet | 7    |
| 5     | 11  | Denny Hamlin     | Joe Gibbs Racing       | Toyota    | 6    |
| 6     | 24  | William Byron    | Hendrick Motorsports   | Chevrolet | 5    |
| 7     | 22  | Joey Logano      | Team Penske            | Ford      | 4    |
| 8     | 4   | Kevin Harvick    | Stewart-Haas Racing    | Ford      | 3    |
| 9     | 19  | Martin Truex Jr. | Joe Gibbs Racing       | Toyota    | 2    |
| 10    | 9   | Chase Elliott    | Hendrick Motorsports   | Chevrolet | 1    |
| Bron: |     |                  |                        |           |      |

#### Stage 2
Alleen de top 10 weergeven. 65 rondes.
| Pos.  | No. | Coureur         | Team                     | Motor     | Ptn. |
| ----- | --- | --------------- | ------------------------ | --------- | ---- |
| 1     | 1   | Ross Chastain   | Trackhouse Racing Team   | Chevrolet | 10   |
| 2     | 8   | Kyle Busch      | Richard Childress Racing | Chevrolet | 9    |
| 3     | 22  | Joey Logano     | Team Penske              | Ford      | 8    |
| 4     | 4   | Kevin Harvick   | Stewart-Haas Racing      | Ford      | 7    |
| 5     | 99  | Daniel Suárez   | Trackhouse Racing Team   | Chevrolet | 6    |
| 6     | 11  | Denny Hamlin    | Joe Gibbs Racing         | Toyota    | 5    |
| 7     | 9   | Chase Elliott   | Hendrick Motorsports     | Chevrolet | 4    |
| 8     | 48  | Alex Bowman     | Hendrick Motorsports     | Chevrolet | 3    |
| 9     | 6   | Brad Keselowski | RFK Racing               | Ford      | 2    |
| 10    | 7   | Corey LaJoie    | Spire Motorsports        | Chevrolet | 1    |
| Bron: |     |                 |                          |           |      |

#### Stage 3 / definitieve resultaten
70 rondes
| Pos.  | Grid | No. | Coureur             | Team                     | Motor     | Rondes | Ptn. |
| ----- | ---- | --- | ------------------- | ------------------------ | --------- | ------ | ---- |
| 1     | 21   | 8   | Kyle Busch          | Richard Childress Racing | Chevrolet | 200    | 49   |
| 2     | 33   | 9   | Chase Elliott       | Hendrick Motorsports     | Chevrolet | 200    | 40   |
| 3     | 8    | 1   | Ross Chastain       | Trackhouse Racing Team   | Chevrolet | 200    | 54   |
| 4     | 7    | 99  | Daniel Suárez       | Trackhouse Racing Team   | Chevrolet | 200    | 47   |
| 5     | 10   | 4   | Kevin Harvick       | Stewart-Haas Racing      | Ford      | 200    | 42   |
| 6     | 13   | 11  | Denny Hamlin        | Joe Gibbs Racing         | Toyota    | 200    | 42   |
| 7     | 16   | 6   | Brad Keselowski     | RFK Racing               | Ford      | 200    | 32   |
| 8     | 4    | 48  | Alex Bowman         | Hendrick Motorsports     | Chevrolet | 200    | 39   |
| 9     | 28   | 3   | Austin Dillon       | Richard Childress Racing | Chevrolet | 200    | 28   |
| 10    | 3    | 22  | Joey Logano         | Team Penske              | Ford      | 200    | 39   |
| 11    | 14   | 19  | Martin Truex Jr.    | Joe Gibbs Racing         | Toyota    | 200    | 28   |
| 12    | 2    | 47  | Ricky Stenhouse Jr. | JTG Daugherty Racing     | Chevrolet | 200    | 25   |
| 13    | 5    | 17  | Chris Buescher      | RFK Racing               | Ford      | 200    | 24   |
| 14    | 12   | 7   | Corey LaJoie        | Spire Motorsports        | Chevrolet | 200    | 24   |
| 15    | 24   | 21  | Harrison Burton     | Wood Brothers Racing     | Ford      | 200    | 22   |
| 16    | 23   | 54  | Ty Gibbs (R)        | Joe Gibbs Racing         | Toyota    | 200    | 21   |
| 17    | 25   | 38  | Todd Gilliland      | Front Row Motorsports    | Ford      | 200    | 20   |
| 18    | 26   | 34  | Michael McDowell    | Front Row Motorsports    | Ford      | 200    | 19   |
| 19    | 34   | 43  | Erik Jones          | Legacy Motor Club        | Chevrolet | 200    | 18   |
| 20    | 31   | 14  | Chase Briscoe       | Stewart-Haas Racing      | Ford      | 200    | 17   |
| 21    | 29   | 31  | Justin Haley        | Kaulig Racing            | Chevrolet | 199    | 16   |
| 22    | 20   | 42  | Noah Gragson (R)    | Legacy Motor Club        | Chevrolet | 199    | 15   |
| 23    | 22   | 15  | J. J. Yeley         | Rick Ware Racing         | Ford      | 199    | 14   |
| 24    | 30   | 78  | B. J. McLeod        | Live Fast Motorsports    | Chevrolet | 199    | 13   |
| 25    | 32   | 24  | William Byron       | Hendrick Motorsports     | Chevrolet | 198    | 17   |
| 26    | 9    | 12  | Ryan Blaney         | Team Penske              | Ford      | 196    | 20   |
| 27    | 11   | 51  | Cody Ware           | Rick Ware Racing         | Ford      | 195    | 10   |
| 28    | 19   | 2   | Austin Cindric      | Team Penske              | Ford      | 194    | 9    |
| 29    | 15   | 5   | Kyle Larson         | Hendrick Motorsports     | Chevrolet | 185    | 8    |
| 30    | 18   | 23  | Bubba Wallace       | 23XI Racing              | Toyota    | 172    | 7    |
| 31    | 36   | 77  | Ty Dillon           | Spire Motorsports        | Chevrolet | 140    | 6    |
| 32    | 1    | 20  | Christopher Bell    | Joe Gibbs Racing         | Toyota    | 88     | 5    |
| 33    | 27   | 41  | Ryan Preece         | Stewart-Haas Racing      | Ford      | 87     | 4    |
| 34    | 35   | 45  | Tyler Reddick       | 23XI Racing              | Toyota    | 87     | 3    |
| 35    | 17   | 10  | Aric Almirola       | Stewart-Haas Racing      | Ford      | 86     | 2    |
| 36    | 6    | 16  | A. J. Allmendinger  | Kaulig Racing            | Chevrolet | 75     | 1    |
| Bron: |      |     |                     |                          |           |        |      |

#### Statistieken
- Wisselingen aan de leiding: 28 onder 13 verschillende coureurs
- Cautions: 8 voor 38 ronden
- Rode vlaggen: 0
- Tijd van de race: 3 uur, 8 minuten en 5 seconden
- Gemiddelde snelheid: 205,357 km/u

## Tussenstanden kampioenschap
|       | Pos | Coureur             | Punten   |
| ----- | --- | ------------------- | -------- |
| 5     | 1   | Ross Chastain       | 92       |
| 1     | 2   | Joey Logano         | 91 (–1)  |
| 2     | 3   | Alex Bowman         | 80 (–12) |
| 4     | 4   | Kevin Harvick       | 79 (–13) |
| 7     | 5   | Daniel Suárez       | 77 (–15) |
| 4     | 6   | Chris Buescher      | 74 (–18) |
| 4     | 7   | Ricky Stenhouse Jr. | 73 (–19) |
| 14    | 8   | Kyle Busch          | 67 (–25) |
| 10    | 9   | Denny Hamlin        | 64 (–28) |
| 1     | 10  | Brad Keselowski     | 64 (–28) |
| 1     | 11  | Martin Truex Jr.    | 60 (–32) |
| 5     | 12  | Ryan Blaney         | 57 (–35) |
| 2     | 13  | Corey LaJoie        | 51 (–41) |
| 15    | 14  | Chase Elliott       | 49 (–43) |
| 11    | 15  | Christopher Bell    | 49 (–43) |
| 5     | 16  | Michael McDowell    | 40 (–52) |
| Bron: |     |                     |          |

|  | Pos | Constructeur | Punten   |
|  | --- | ------------ | -------- |
|  | 1   | Chevrolet    | 80       |
|  | 2   | Ford         | 67 (–13) |
|  | 3   | Toyota       | 65 (–15) |